# دبستان آزادی
دبستان آزادی (رهنما) مربوط به اواخر دوره قاجار -اوایل دوره پهلوی است و در آبادان، خیابان جمشید آباد، منطقه نیروی دریایی واقع شده و این اثر در تاریخ ۹ اردیبهشت ۱۳۸۲ با شمارهٔ ثبت ۸۳۵۷ به‌عنوان یکی از آثار ملی ایران به ثبت رسیده است.